# Liphistius liz
Espèce
Liphistius liz est une espèce d'araignées mésothèles de la famille des Liphistiidae.

## Distribution
Cette espèce est endémique du Yunnan en Chine,. Elle se rencontre dans le xian de Lianghe.

## Description
Le mâle holotype mesure 7,55 mm et la femelle paratype 10,32 mm.

## Systématique et taxinomie
Cette espèce a été décrite par Lin et Li en 2023.

## Étymologie
Cette espèce est nommée en référence au Laboratory of Invertebrate Zoology (LIZ). 

## Publication originale
- Lin & Li, 2023 : « A new species of Liphistius Schiødte, 1849 (Araneae, Liphistiidae) from Yunnan, China. » Biodiversity Data Journal, vol. 11, no e113290, p. 1-10 (texte intégral).